# Robert Lepage
Robert Lepage (Quebec, 12 december 1957) is een Canadese multidisciplinaire artiest. Hij werkt zowel als theaterregisseur, auteur, designer en acteur.

## Levensloop

### Jeugd
Lepage groeide op in een bescheiden gezin in Montcalm, een welgestelde wijk in de stad Quebec. Tijdens zijn middelbare studies kreeg hij de smaak te pakken voor toneel. Op zeventienjarige leeftijd, zonder zijn middelbaar diploma te hebben behaald, werd hij toegelaten tot het Conservatoire d'art dramatique de Québec, waar hij van 1975 tot 1978 theater studeerde. Hierna verbleef Lepage in Parijs, waar hij bij Alain Knapp toneelcreatie studeerde.

### Carrière
Lepage schreef, regisseerde en acteerde in tal van toneelstukken, opera's en films. Zijn eerste belangrijke toneelstuk was La trilogie des dragons in 1985. Als acteur speelde hij in verschillende films, onder andere in Jésus de Montréal (1988) van Denys Arcand.
Tussen 1989 en 1993 was hij artistiek directeur van het Centre national des arts in Ottawa. In 1992 regisseerde hij Een Midzomernachtdroom in het Royal National Theatre in Londen. In 1994 richtte hij Ex Machina op, een multidisciplinair bedrijf dat tot doel heeft kunst en technologie te verenigen.
Zijn meest bekende toneelstukken zijn La Face cachée de la lune (2000), dat in 2003 verfilmd werd, Le Projet Andersen (2005), Lipsynch (2007) en zijn autobiografisch toneelstuk 887 (2016) dat onder meer tijdens het Holland Festival werd voorgesteld.
In 2011 en 2012 verzorgde hij de regie voor Der Ring des Nibelungen van Richard Wagner in de Metropolitan Opera in New York.
- Bibliothèque nationale de France: cb135191828 (data)
- Gemeinsame Normdatei: 129265780
- International Standard Name Identifier: 0000 0001 0800 3714
- Library of Congress Control Number: nb96023518
- Nationale Bibliotheek van Letland: 000174496
- MusicBrainz: 96f53708-b955-4f24-8887-ea6ade4f68ca
- Nationale Bibliotheek van Tsjechië: js20021014005
- Nationale Bibliotheek van Israël: 987007349667805171
- Nederlandse Thesaurus van Auteursnamen: 157268861
- RKD-Nederlands Instituut voor Kunstgeschiedenis: 304602
- SNAC: w6d93f05
- Système universitaire de documentation: 050207229
- Virtual International Authority File: 54303741
- WorldCat: E39PBJrrvCrPxF89t3MpfG4yVC